# Visual Effects Society
La Visual Effects Society (VES) è la sola organizzazione dell'industria dell'intrattenimento che rappresenta l'intera gamma dei professionisti degli effetti visivi, in tutte le aree di intrattenimento da film, televisione e spot pubblicitari ai video musicali e videogiochi. Composto da un gruppo eterogeneo di più di 2.500 membri di 29 paesi, la VES si sforza di arricchire ed educare i propri membri e i membri della comunità di intrattenimento in generale attraverso una moltitudine di eventi nazionali e internazionali, proiezioni e programmi.
Il 28 maggio 2008 pubblica l'elenco delle figure professionali degli effetti visivi per i credits nei film

## VES 50
Il 10 maggio 2007 la VES pubblicò la VES 50: The Most Influential Visual Effects Films of All Time, i 50 film più influenti nel campo degli effetti visivi.
In grassetto sono indicati i pareggi.
1. Guerre stellari (Star Wars), regia di George Lucas (1977)
2. Blade Runner, regia di Ridley Scott (1982)
3. 2001: Odissea nello spazio (2001: A Space Odyssey), regia di Stanley Kubrick (1968)
4. Matrix (The Matrix), regia di Lana e Lilly Wachowski (1999)
5. Jurassic Park, regia di Steven Spielberg (1993)
6. Tron, regia di Steven Lisberger (1982)
7. King Kong, regia di Merian C. Cooper ed Ernest Beaumont Schoedsack (1933)
8. Incontri ravvicinati del terzo tipo (Close Encounters of the Third Kind), regia di Steven Spielberg (1977)
9. Alien, regia di Ridley Scott (1979)
10. The Abyss, regia di James Cameron (1989)
11. L'Impero colpisce ancora (The Empire Strikes Back), regia di Irvin Kershner (1980)
12. Metropolis, regia di Fritz Lang (1927)
13. Viaggio nella Luna (Le voyage dans la Lune), regia di Georges Méliès (1902)
14. Terminator 2 - Il giorno del giudizio (Terminator 2: Judgment Day), regia di James Cameron (1991)
15. Il mago di Oz (The Wizard of Oz), regia di Victor Fleming (1939)
16. Chi ha incastrato Roger Rabbit (Who Framed Roger Rabbit), regia di Robert Zemeckis (1988)
17. I predatori dell'arca perduta (Raiders of the Lost Ark), regia di Steven Spielberg (1981)
18. Titanic, regia di James Cameron (1997)
19. Il Signore degli Anelli - La Compagnia dell'Anello (The Lord of the Rings: The Fellowship of the Ring), regia di Peter Jackson (2001)
20. Gli argonauti (Jason and the Argonauts), regia di Don Chaffey (1963)
21. E.T. l'extra-terrestre (E.T. the Extra-Terrestrial), regia di Steven Spielberg (1982)
22. Toy Story - Il mondo dei giocattoli (Toy Story). regia di John Lasseter (1995)
23. Pirati dei Caraibi - La maledizione del forziere fantasma (Pirates of the Caribbean: Dead Man's Chest), regia di Gore Verbinski (2006)
24. I dieci comandamenti (The Ten Commandments), regia di Cecil B. DeMille (1956)
25. La guerra dei mondi (The War of the Worlds), regia di Byron Haskin (1953)
26. Forrest Gump, regia di Robert Zemeckis (1994)
27. Quarto potere (Citizen Kane), regia di Orson Welles (1941)
28. Il 7º viaggio di Sinbad (The 7th Voyage of Sinbad), regia di Nathan H. Juran (1958)
29. Ventimila leghe sotto i mari (20,000 Leagues Under the Sea), regia di Richard Fleischer (1954)
30. Terminator (The Terminator), regia di James Cameron (1984)
31. Aliens - Scontro finale (Aliens), regia di James Cameron (1986)
32. Mary Poppins, regia di Robert Stevenson (1964)
33. Il Signore degli Anelli - Il ritorno del re (The Lord of the Rings: The Return of the King), regia di Peter Jackson (2003)
34. Il pianeta proibito (Forbidden Planet), regia di Fred M. Wilcox (1956)
35. Babe - Maialino coraggioso (Babe), regia di Chris Noonan (1995)
36. Ultimatum alla Terra (The Day the Earth Stood Still), regia di Robert Wise (1951)
37. Il Signore degli Anelli - Le due torri (The Lord of the Rings: The Two Towers), regia di Peter Jackson (2002)
38. King Kong, regia di Peter Jackson (2005)
39. Il pianeta delle scimmie (Planet of the Apes), regia di Franklin Schaffner (1968)
40. Viaggio allucinante (Fantastic Voyage), regia di Richard Fleischer (1966)
41. Lo squalo (Jaws), regia di Steven Spielberg (1975)
42. Ghostbusters - Acchiappafantasmi (Ghostbusters), regia di Ivan Reitman (1984)
43. Sin City, regia di Robert Rodriguez, Frank Miller e Quentin Tarantino (2005)
44. Superman, regia di Richard Donner (1978)
45. Biancaneve e i sette nani (Snow White and the Seven Dwarfs), regia di David Hand, Perce Pearce, William Cottrell, Larry Morey, Wilfred Jackson e Ben Sharpsteen (1937)
46. Il mondo perduto (The Lost World), regia di Harry Hoyt (1925)
47. Il ritorno dello Jedi (Return of the Jedi), regia di Richard Marquand (1983)
48. Al di là dei sogni (What Dreams May Come), regia di Vincent Ward (1998)
49. Un lupo mannaro americano a Londra (An American Werewolf in London), regia di John Landis (1981)
50. Darby O'Gill e il re dei folletti (Darby O'Gill and the Little People), regia di Robert Stevenson (1958)
51. Il quinto elemento (Le cinquième élément), regia di Luc Besson (1997)

## Premi VES
Dal 2003 premia i migliori artisti del campo degli effetti visivi con il premio Visual Effects Society
- 1ª edizione: 19 febbraio 2003, cerimonia tenuta al Skirball Cultural Center di Los Angeles[6]
- 2ª edizione: 18 febbraio 2004, cerimonia tenuta all'Hollywood Palladium di Hollywood[7]
- 3ª edizione: 16 febbraio 2005, cerimonia tenuta all'Hollywood Palladium di Hollywood[8]
- 4ª edizione: 15 febbraio 2006, cerimonia tenuta all'Hollywood Palladium di Hollywood[9]
- 5ª edizione: 12 febbraio 2007
- 6ª edizione: 10 febbraio 2008, cerimonia tenuta al Kodak Grand Ballroom di Hollywood[10]
- 7ª edizione: 21 febbraio 2009, cerimonia tenuta all'Hyatt Regency Century Plaza Hotel di Los Angeles[11]
- 8ª edizione: 28 febbraio 2010, cerimonia tenuta all'Hyatt Regency Century Plaza Hotel di Los Angeles[12]
- 9ª edizione: 1º febbraio 2011, cerimonia tenuta al Beverly Hilton Hotel di Beverly Hills[13]
- 10ª edizione: 7 febbraio 2012, cerimonia tenuta al Beverly Hilton Hotel di Beverly Hills[14]
- 11ª edizione: 5 febbraio 2013, cerimonia tenuta al Beverly Hilton Hotel di Beverly Hills[15]
- 12ª edizione: 12 febbraio 2014, cerimonia tenuta al Beverly Hilton Hotel di Beverly Hills[16]
- 13ª edizione: 4 febbraio 2015, cerimonia tenuta al Beverly Hilton Hotel di Beverly Hills[17]
- 14ª edizione: 2 febbraio 2016, cerimonia tenuta al Beverly Hilton Hotel di Beverly Hills[18]
- 15ª edizione: 7 febbraio 2017, cerimonia tenuta al Beverly Hilton Hotel di Beverly Hills[19]